# 고지대줄무늬텐렉
고지대줄무늬텐렉 또는 하이랜드줄무늬텐렉(Hemicentetes nigriceps)은 텐렉과에 속하는 포유류의 일종이다. 식충성 동물로 마다가스카르섬 중부 지역의 고지대에서 발견된다.

## 참고 문헌
- Quammen, David (1996). 《The Song of the Dodo: Island Biogeography in an Age of Extinctions》. Simon & Schuster. 48쪽. ISBN 0-684-82712-3.